# Восток (журнал)
«Восто́к / Oriens» («Восток. Афро-Азиатские общества: история и современность») — ведущий российский академический научный журнал в области востоковедения и африканистики. Выходит шесть раз в год. Издаётся Институтом востоковедения РАН.
В журнале поднимаются проблемы истории, экономики, социологии, политики и культурологии афро-азиатских обществ. Печатаются материалы российских и зарубежных авторов (статьи, сообщения, переводы культурно-исторических памятников, эссе, мемуары учёных-ориенталистов, информация о работе научных конгрессов, конференций, симпозиумов и семинаров, деятельности научных центров, тематические обзоры литературы, рецензии, библиографические подборки и др.) на русском или английском языке. В каждом номере даются резюме основных статей на английском языке.
Включён в список научных журналов ВАК Минобрнауки России.

## История
Основан в январе 1955 года. В 1955—1959 годах выходил под названием «Советское востоковедение». После объединения с журналом «Советское китаеведение» в 1959 году издание стало называться «Проблемы востоковедения», в 1961—1990 годах — «Народы Азии и Африки» (первоначально «История, экономика и культура народов Азии и Африки»). С 1965 года, как отмечал В. Н. Никифоров, журнал являлся одним из главных органов дискуссии об азиатском способе производства.

### Главные редакторы
- д.э.н. В. А. Масленников (1955—1957)
- д.фил.н. И. С. Брагинский (1957—1977)
- д.и.н. А. А. Куценков (1977—1987)
- д.и.н. Л. Б. Алаев (1988—1998)
- акад. В. В. Наумкин (с 1999)

## Редакционная коллегия
В состав редколлегии входят: д.и.н. Л. Б. Алаев, д.э.н. Ю. Г. Александров, акад. В. М. Алпатов, акад. Х. А. Амирханов, Т. Атабаки (Нидерланды), акад. Б. В. Базаров, Б. Балджи (Франция), к.и.н. В. О. Бобровников, к.и.н. Д. Д. Васильев, Х.-С. Васудеван (Индия), акад. А. Б. Давидсон, к.и.н. С. В. Дмитриев, Г. Емельянова (Великобритания), д.и.н. А. О. Захаров (зам. главного редактора), М. Кемпер (Нидерланды), акад. А. Б. Куделин, д.э.н. И. П. Лебедева, П. Масина (Италия), Т. М. Мастюгина (отв. секретарь), М.-К. Палат (Индия), Ю. А. Пинес (Израиль), акад. М. Б. Пиотровский, член-корр. РАН И. Ф. Попова, д.фил.н. В. Я. Порхомовский, Э. Рейд (Австралия), акад. Н. А. Симония, д.и.н. И. В. Следзевский, акад. А. В. Смирнов, Б. Страйфер (США), Ли Юнцюань (Китай).

## Отзывы
В апреле 2014 года директор Наукометрического центра НИУ ВШЭ Иван Стерлигов во время XV Апрельской международной научной конференции «Модернизация науки и общества» сообщил, что в ходе исследования, проведённого учёными из НИУ ВШЭ путём экспертного опроса 56 историков (выбранных 11 историкам «высшего уровня») и последующего анализа 887 анкет по 66 историческим журналам, было выяснено, что журнал «Восток» получил высокую оценку.